# Білоріченський ВТТ
Білоріченський ВТТ (рос. БЕЛОРЕЧЕНСКИЙ ИТЛ, Белречлаг, Кировскстрой) — виправно-трудовий табір ГУЛАГ, який підпорядковувався Головному Управлінню таборів Гірничо-металургійних підприємств (ГУЛГМП).

## Історія
Білоріченський ВТТ був організований 03.08.1951 року, закритий 20.07.1953 року. Розташовувався в районі станції Апатити і призначався для будівництва Кіровського хімічного заводу та міста Кіровська, виконання дорожньо-будівельних, вантажно-розвантажувальних, сільськогосподарських і меліоративних робіт, а також робіт в піщаних і кам'яних кар'єрах.
Чисельність ув'язнених у січні 1953 року становила 6127 осіб. 29.04.1953 року в склад табору включений ВТТ комбінату «Апатит».